# Jákup Jógvansson
Jákup Jógvansson oder Jóanson war von 1677 bis 1679 Løgmaður der Färöer.
Jákup war der Sohn und Nachfolger des Løgmaður Jógvan Poulsen. Er war Sysselmann von Sandoy und Bauer auf dem Dalsgarður in Skálavík gewesen, bevor er 1677 das Amt des Løgmaður von seinem Vater übernahm. Sein Nachfolger in diesem Amt wurde 1679 Jóhan Hendrik Weyhe, der mit seiner Schwester Maren verheiratet war.